# Bob Nevin
Robert Frank „Bob“ Nevin (* 18. März 1938 in South Porcupine, Ontario; † 21. September 2020 in Toronto, Ontario) war ein kanadischer Eishockeyspieler, der im Verlauf seiner aktiven Karriere zwischen 1954 und 1977 unter anderem 1212 Spiele für die Toronto Maple Leafs, New York Rangers, Minnesota North Stars und Los Angeles Kings in der National Hockey League sowie 13 weitere für die Edmonton Oilers in der World Hockey Association auf der Position des rechten Flügelstürmers bestritten hat. In Diensten der Toronto Maple Leafs gewann Nevin in den Jahren 1962 und 1963 den Stanley Cup. Darüber hinaus nahm er viermal am NHL All-Star Game teil und war zwischen 1965 und 1971 der 13. Mannschaftskapitän der Franchise-Geschichte der New York Rangers. Die kanadische Schauspielerin Brooke Nevin ist seine Tochter.

## Karriere
Nevin begann seine Karriere in der nordamerikanischen Profiliga National Hockey League in der Saison 1957/58 bei den Toronto Maple Leafs. Jedoch kam er, wie auch in der Folgesaison, kaum zu NHL-Einsätze und verbrachte den Großteil der Saisons bei den Toronto Marlboros in der Ontario Hockey Association. Nachdem er die ganze Saison 1959/60 in der American Hockey League bei den Rochester Americans verbracht hatte, wechselte er zur Saison 1960/61 erneut nach Toronto. Mit den Leafs gewann er 1962 und 1963 den Stanley Cup und auch an dem Gewinn des Pokals in der Saison 1963/64 war er beteiligt, wurde jedoch vor dem Gewinn in einem Tausch mit Dick Duff, Bill Collins, Rod Seiling und Arnie Brown gegen Andy Bathgate und Don McKenney an die New York Rangers abgegeben.
Den Rangers blieb er nun weitere sieben Spielzeiten, unter anderem sechs als Mannschaftskapitän, treu, bevor er vor der NHL-Saison 1971/72 zu den Minnesota North Stars transferiert wurde. Nach zwei Spielzeiten wechselte er zu den Los Angeles Kings. Nach der Saison 1975/76 beendete er seine NHL-Karriere und absolvierte noch eine weitere Spielzeit bei den Edmonton Oilers in der World Hockey Association.

## Erfolge und Auszeichnungen
| - 1956 Memorial-Cup-Gewinn mit den Toronto Marlboros - 1962 NHL All-Star Game - 1962 Stanley-Cup-Gewinn mit den Toronto Maple Leafs - 1963 NHL All-Star Game | - 1963 Stanley-Cup-Gewinn mit den Toronto Maple Leafs - 1967 NHL All-Star Game - 1969 NHL All-Star Game |

## Karrierestatistik
(Legende zur Spielerstatistik: Sp oder GP = absolvierte Spiele; T oder G = erzielte Tore; V oder A = erzielte Assists; Pkt oder Pts = erzielte Scorerpunkte; SM oder PIM = erhaltene Strafminuten; +/− = Plus/Minus-Bilanz; PP = erzielte Überzahltore; SH = erzielte Unterzahltore; GW = erzielte Siegtore; 1 Play-downs/Relegation; Kursiv: Statistik nicht vollständig)